# Cristian Ganea
Cristian George Ganea est un footballeur international roumain né le 24 mai 1992 à Bistrița. Il évolue au poste d'arrière gauche au FC Farul Constanța.

## Biographie

### Jeunesse
Cristian Ganea immigre en Espagne quand il est mineur. Il grandit à Basauri, dans la communauté autonome basque et joue dans plusieurs équipes basques. Aujourd'hui encore, sa famille y vit.

### Carrière

#### En club
Il participe à la Ligue des champions et à la Ligue Europa avec l'équipe du Viitorul Constanța.

#### En sélection nationale
Il fait ses débuts en équipe nationale, le 13 juin 2017, lors d'un match amical contre le Chili (victoire 3-2 à Cluj-Napoca).

## Palmarès
- Champion de Roumanie en 2017 avec le Viitorul Constanța
- Champion de Roumanie de deuxième division en 2014 avec l'Universitatea Craiova